# Jacques Louis Randon

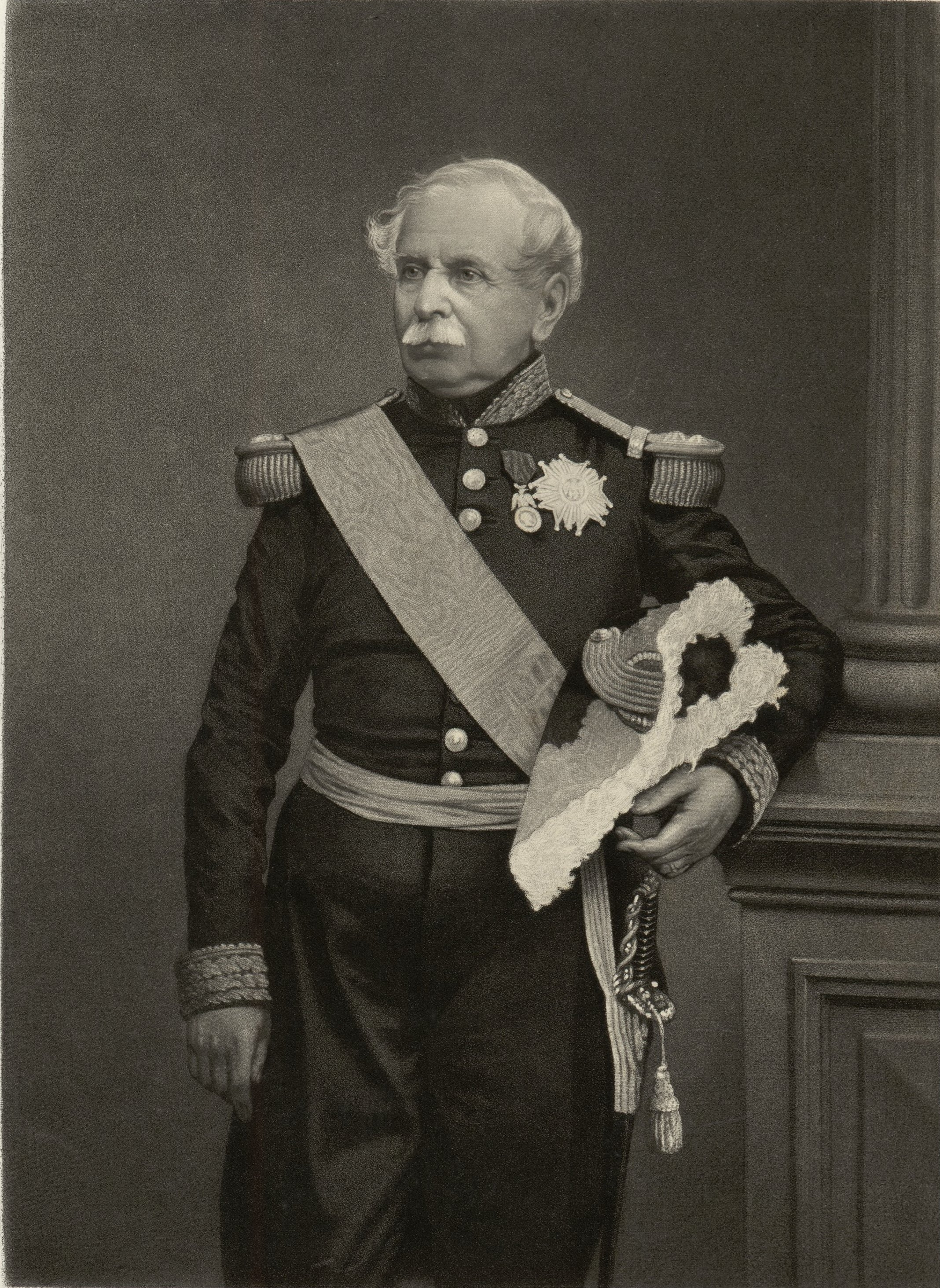
Jacques Louis Randon.

Jacques Louis César Alexandre Randon, född den 25 mars 1795 i Grenoble, död den 16 januari 1871 i Genève, var en fransk militär och statsman.
Han deltog som officer i fälttågen 1812-13, men tillbakasattes under bourbonernas styre på grund av sin släktskap med general Marchand. År 1830 förflyttades Randon till Algeriet samt blev 1841 brigadgeneral och 1848 generaldirektör för de algeriska angelägenheterna i krigsministeriet och i januari 1851 krigsminister. Då han inte ville biträda vid Napoleon III:s statskupp, erhöll han avsked, men utnämndes i december 1851 till generalguvernör i Algeriet, vilken plats han beklädde till 1858. Han utnämndes under tiden till senator (1852) och marskalk (1856). Maj 1859-januari 1867 var Randon åter krigsminister. Han efterlämnade Mémoires (utgivna 1875 och 1877).